# Municipio de San Martín Chalchicuautla
El Municipio de San Martín Chalchicuautla es uno de los 59 municipios en los que para su régimen interior se divide el estado mexicano de San Luis Potosí, se localiza en el sureste del estado en la región de la Huasteca y su cabecera es el pueblo de San Martín Chalchicuautla.
La palabra Chalchicuautla tiene raíces aztecas qué quiere decir:
Chalchihuitl = " Esmeralda sin pulir " y Tlán = " Abundancia ". 
Chalchicuautla = " Lugar abundante de verde esmeralda ".

## Geografía
San Martín Chalchicuautla es el municipio más sudoriental del estado de San Luis Potosí, forma parte de la Región Huasteca y tiene una extensión territorial de 411.53 kilómetros cuadrados que representan el 0.68% del total de la extensión de San Luis Potosí; sus límites territoriales son al norte con el municipio de Tanquián de Escobedo y al oeste con el municipio de Tampacán y con el municipio de Tamazunchale; al noroeste limita con el estado de Veracruz de Ignacio de la Llave, en particular con el municipio de Chiconamel y el municipio de Tempoal, y al sur y sureste con el Estado de Hidalgo, donde limita con el municipio de San Felipe Orizatlán.

### Orografía e hidrografía
Todo el sector más al este del territorio del municipio de localiza en la Llanura Costera del Golfo de México, por lo cual está formada por terreno mayormente plano y con una suave inclinación hacia el este; al oeste y sur del territorio se localizan varias serranías que descienden abruptamente hacia la llanura, estas serranías son las estribaciones de la Sierra Madre Oriental y en la cual las corrientes de agua forman pequeños cañones orientados todos de suroeste a noreste.
La principal corriente del municipio es el río Moctezuma que recorre el extremo norte marcando el límite municipal de Tanquian de Escobedo, a este río llegan como tributarios el río Naranjo y el río Tampacán que recorren la zona norte del municipio, hacia el centro se encuentra el río San Martín y en el sur del río San Pedro; el territorio municipal íntegro pertenece a la Cuenca del río Moctezuma y a la Región hidrológica Pánuco.

### Clima y ecosistemas
Todo el territorio de San Martín Chalchicautla tiene un clima que se clasifica como Semicálido húmedo con abundantes lluvias en verano, el extremo norte del municipio registra una la temperatura media anual más elevada de San Luis Potosí, siendo superior a los 24 °C, el resto del territorio tiene un promedio anual de 22 a 24 °C; el promedio anual de precipitación del tercio norte del territorio es de 1,200 a 1,500 mm, de la zona central de 1,500 a 2,000 y de un pequeño sector en el extremo sur de 2,000 a 2,500 mm.
Prácticamente la totalidad del territorio está dedicado a la agricultura, por lo que las principales especies de flora son pastos; las especies animales más representativas son venado, tigrillo, gato montés, tlacuache y ardilla.

## Demografía
Los resultados del Conteo de Población y Vivienda de 2005 realizado por el Instituto Nacional de Estadística y Geografía indican que la población total del municipio es de 21,576 habitantes, que son 10,800 hombres y 10,776 mujeres; por lo que su porcentaje de población masculina es del 50.%, la tasa de crecimiento poblacional de 2000 a 2005 ha sido de -0.6%, los habitantes mayores de 15 años de edad son un 36.5% del total, mientras que los que se encuentra entre esa edad y los 64 años son un 54.0%, solamente el 13.0% de los pobladores habitan en localidades de más de 2,500 habitantes y por tanto urbanas; finalmente, el 49.1% de los habitantes de cinco años y más son hablantes de alguna lengua indígena.
| Evolución demográfica del municipio de San Martín Chalchicuautla |        |        |        |        |
|                                                                  |        |        |        |        |
| Año                                                              | 1990   | 1995   | 2000   | 2005   |
| Población                                                        | 21,846 | 22,968 | 22,373 | 21,576 |

### Grupos étnicos
Los dos principales grupos indígenas que habitan en el municipio de San Martín Chachicuatla son nahuas y huastecos, de acuerdo a los resultados del conteo de 2005 la población mayor de cinco años del municipio que habla una lengua indígena es de un total de 9,514 habitantes, de los cuales 4,945 son hombres y 9,549 son mujeres, del total, 9,049 personas son bilingües al español, mientras que 403 son únicamente hablantes de su lengua materna y 62 no especifican ésta condición.
El idioma más hablado es el náhuatl, con 9,476 hablantes, le sigue el huasteco con únicamente 18 hablantes, 14 habitantes no especificaron cual lengua indígena hablaban, además existen 2 hablantes de mazahua y 2 de otomí así como uno de mazateco y uno de zapoteco.

### Localidades
El municipio de San Martín Chalchicuautla tiene una totalidad de 204 localidades, las principales y su población en 2005 son las siguientes:
| Localidad                 | Población |
| Total Municipio           | 21,576    |
| San Martín Chalchicuautla | 2,799     |
| Ocuiltzapoyo              | 1,078     |
| El Huayal                 | 804       |
| Escuatitla                | 734       |

## Política
El Municipio de San Martín Chalchicuautla fue creado en el año de 1827 por lo que es uno de los municipios más antiguos de San Luis Potosí, manteniendo desde entonces la categoría municipal. El gobierno le corresponde al ayuntamiento que está compuesto por el presidente municipal, un síndico, un Regidor electo por mayoría relativa y cinco regidores electos por el principio de representación proporcional, todos son electos mediante voto universal, directo y secreto para un periodo de tres años no renovables para el periodo inmediato pero si de forma no continua y entran a ejercer su cargo el día 1 de enero del año siguiente a su elección.

### Representación legislativa
Para la elección de diputados locales al Congreso de San Luis Potosí y de diputados federales a la Cámara de Diputados, San Martín Chalchicuautla se encuentra integrado en los siguientes distritos electorales:
Local:
- XV Distrito Electoral Local de San Luis Potosí con cabecera en Tamazunchale.[14]

Federal:
- VII Distrito Electoral Federal de San Luis Potosí con cabecera en la ciudad de Tamazunchale.[15]

### Presidentes municipales
- (1966 - 1968): Honorio Rivera Rivera
- (1968 - 1970): Justo Orta Bautista
- (1971 - 1973): Alberto Hervert Salguero
- (1974 - 1976): Humberto Rivera Romero
- (1977 - 1979): Antonio Morales Barajas
- (1980 - 1982): Rafael Zúñiga Zúñiga
- (1983 - 1985): Noe Hervert Lara
- (1986 - 1988): Inocente Ramírez Hervert
- (1989 - 1991): Félix Tavera Quezada
- (1992 - 1994): Manuel Juárez Gallegos
- (1994 - 1997): Guadalupe Rivera Rivera
- (1997 - 2000): José Antonio Orta Lara
- (2000 - 2003): Alejandro García Lara
- (2003 - 2006): Sabino Bautista Concepción
- (2006 - 2009): Rafael Crispín Santos
- (2009 - 2012): Javier Antonio Castillo
- (2012 - 2015): Marcelino Rivera Hernández
- (2015 - 2018): Adelaido Crispin Santos
- (2018 - 2021): Crescensio Rivera Guerrero
- (2021 - 2024): Luis Fernando Herbert Orta